# نادي أرغون لكرة اليد
نادي أرغون لكرة اليد (بالإسبانية: Club Deportivo Básico Balonmano Aragón)‏ هو نادي كرة يد في إسبانيا تأسس في سنة 2003 يقع مقره في بابيلون برنسيبي فيلب، سرقسطة، منطقة أرغون، إسبانيا. يلعب في الدوري الإسباني لكرة اليد. من ابرز لاعبيه باليرو ريبيرا فولتش وحسين زكي.